# SN 2009an
SN 2009an – supernowa typu Ia odkryta 27 lutego 2009 roku w galaktyce NGC 4332. W momencie odkrycia miała maksymalną jasność 15,40m.